# Неліпа Андрій Володимирович
Андрі́й Володи́мирович Нелі́па (нар. 29 жовтня 1973, Київ) — український громадський діяч, еколог, журналіст. Президент ГО «Громада рибалок України» (ГРУ). Відомий діяльністю у сфері охорони довкілля, зокрема захистом водних біоресурсів, боротьбою з браконьєрством, розвитком любительського та спортивного рибальства в Україні. Брав участь у розробці та просуванні законодавчих ініціатив для посилення екологічної безпеки та реформування рибної галузі.

## Життєпис

### Ранні роки та освіта
Народився 29 жовтня 1973 року в Києві.
У 1996 році закінчив історичний факультет КНУ ім. Шевченка. Під час навчання працював на Київському заводі «Фотон» заступником начальника цеху звукозапису (1996—1997).
У 2020 році здобув ступінь магістра за спеціальністю «Аквакультура» на факультеті тваринництва та водних біоресурсів Національного університету біоресурсів і природокористування України (НУБіП). Другу вищу освіту здобуто вже під час активної громадської діяльності у сфері рибного господарства та охорони водних ресурсів.

### Початок кар'єри та інша діяльність
Після роботи на заводі «Фотон», у 1997—1998 роках обіймав посаду начальника відділу збуту електроніки ТОВ «Укрторгексім». З 1998 по 2015 рік був засновником та генеральним директором ІТ-компанії «Тест-98».
У 1990-х роках захопився східними єдиноборствами, зокрема тхеквондо (версія GTF). Здобув чорний пояс III дан, займався інструкторською діяльністю. Є членом Глобальної Федерації Таеквон-до (GTF) України з 1996 року.

## Громадська та природоохоронна діяльність
Займається громадською роботою у сфері охорони природи та розвитку рибальства, бореться з незаконними вирубками дерев та забудовами на березі Дніпра.

### «Громада рибалок України»
У 2006 році став співзасновником ГО «Всеукраїнський благодійний фонд „Громада Рибалок України“» (ВБО ВБФ ГРУ) та очолив її. У 2011 році була зареєстрована ГО «Громада Рибалок України» (ВГО ГРУ), президентом якої він є донині.
Організація під його керівництвом зосередилася на боротьбі з браконьєрством, відновленні рибних запасів, захисті водойм від забруднення, розвитку любительського та спортивного рибальства, а також екологічною просвітою населення.

### Основні напрямки діяльності та досягнення

#### Боротьба з браконьєрством
Благодійний фонд займається боротьбою з незаконним виловом риби:
- Було започатковано програму заборони продажу браконьєрських знарядь лову. В результаті, за даними організації, понад 400 населених пунктів офіційно заборонили продаж таких знарядь на своїх ринках.
- У 2009 році була внесена відповідна заборону до «Правил торгівлі на ринках», які були затверджені Міністерством економіки України.
- Проводяться громадські рейди та патрулювання водойм і ринків, часто спільно з правоохоронними органами. За період 2009—2012 років організація взяла участь у 195 антибраконьєрських рейдах.
- Організовувалися виставки вилучених браконьєрських знарядь для привернення уваги ЗМІ та проводилися навчання для співробітників митниці та правоохоронних органів.

#### Законодавча діяльність
Благодійний фонд долучався до розробки та лобіювання змін до українського законодавства у сфері охорони довкілля та рибного господарства. Було ініціювано 7 законопроєктів, з яких 5 були ухвалені, та внесено понад 400 поправок до різних нормативно-правових актів.
| Ініціатива/Закон                                            | Рік  | Опис | Роль                       | Результат/Статус                                 |
| ----------------------------------------------------------- | ---- | --- | -------------------------- | ------------------------------------------------ |
| Заборона продажу браконьєрських знарядь на ринках           | 2009 | Внесення змін до «Правил торгівлі на ринках» щодо заборони реалізації заборонених знарядь лову.                                                                         | Ініціювання, лобіювання    | Заборону включено до Правил (Наказ Мінекономіки) |
| Прийняття 3-го видання Червоної книги України               | 2009 | Затвердження переліків видів тварин, що заносяться до Червоної книги України, та видів тварин, що виключені з Червоної книги України (зокрема, включення 70+ видів риб) | Співавторство              | Наказ ухвалено                                   |
| Посилення кримінальної відповідальності за браконьєрство    | 2010 | Встановлення кримінальної відповідальності за використання електровудок, отруйних та вибухових речовин.                                                                 | Ініціювання, співавторство | Закон ухвалено                                   |
| Законодавча заборона окремих знарядь лову (р.н. 6458-1)     | 2011 | Повна законодавча заборона електровудок, сіток з мононитки (волосіні), драчів, капканів тощо.                                                                           | Ініціювання, лобіювання    | Закон ухвалено                                   |
| Зміни до Кодексу України про адміністративні правопорушення | 2011 | Посилення відповідальності за браконьєрство, зокрема за зберігання та рекламу заборонених знарядь.                                                                      | Співавторство, ініціювання | Закон ухвалено                                   |
| Зміни до Закону «Про тваринний світ»                        | 2011 | Посилення відповідальності за браконьєрство, зокрема за зберігання та рекламу заборонених знарядь.                                                                      | Співавторство, ініціювання | Низку змін ухвалено                              |
| Відновлення інституту громадських екологічних інспекторів   | 2012 | Повернення громадським інспекторам права складати адміністративні протоколи за порушення правил полювання та рибальства.                                                | Ініціювання, лобіювання    | Повноваження відновлено                          |

#### Відновлення рибних запасів та охорона водойм
ГРУ під керівництвом Неліпи реалізувала низку проєктів, спрямованих на відтворення рибних популяцій та покращення стану водойм:
- Програма з відтворення аборигенних видів риб та зариблення водойм, схвалена Держрибагентством України.[11]
- Встановлення штучних нерестових гнізд: за даними організації, у 2009—2012 роках було встановлено близько 5000 таких гнізд у Київському, Канівському, Дніпровському та Запорізькому водосховищах. Сюжети про встановлення нерестових гнізд за участі ГРУ виходили на телеканалах «Інтер» та «Суспільне». [джерело?]
- Проведення заходів із зариблення: у 2009—2012 роках здійснено 20 акцій із зариблення у 5 областях України; у 2012 році проведено перше зариблення міської акваторії в Оболонській затоці Дніпра в Києві.
- Ініціювання всеукраїнських акцій «Чисте джерело»[12] та «Чисті водойми — здорова нація»[13].

#### Розвиток риболовного спорту та освітні програми
Організація приділяла увагу популяризації риболовного спорту та навчанню:
- Співавторство «Програми підготовки суддів з риболовного спорту»[14] та програми «Школа рибальської майстерності для дітей»[15], схвалених Міністерством у справах сім'ї, молоді та спорту. Через семінари було підготовлено понад 150 суддів.[джерело?]
- Організація змагань для осіб з інвалідністю та дитячих рибальських фестивалів у рамках реабілітаційної програми «Риболовля для всіх».[джерело?]
- Спортсмени риболовно-спортивного клубу «РСК ГРУ» ставали чемпіонами України та світу у складі національних збірних.[джерело?]

### Участь у громадських радах та консультативних органах
Брав участь у роботі громадських рад при органах державної влади, представляючи інтереси рибальської спільноти та екологічних активістів, серед них:
- Громадська рада при Міністерстві охорони навколишнього природного середовища України (заступник голови з 2012 року).
- Громадська рада при Міністерстві аграрної політики та продовольства України.
- Громадська рада при Державній екологічній інспекції України (заступник голови з 2011 року).
- Громадська рада при Державному агентстві водних ресурсів України (член з 2011 року, згодом заступник голови).
- Громадська рада при Державному агентстві рибного господарства України (заступник голови з 2011 року).
- Громадська рада Державної служби України з питань безпечності харчових продуктів та захисту споживачів.
- Член колегії Державної екологічної інспекції України (з 2013 року).
- Помічник-консультант народного депутата України (на громадських засадах, з 2012 року).

Був помічником-консультантом депутата Київської обласної ради (з 2011 року) та членом громадської ради при Київській обласній державній адміністрації (з 2012 року).

## Журналістська діяльність
З 2008 року Неліпа є головним редактором газети «Риболовний вісник ГРУ». Він є автором численних публікацій на теми рибальства, екології та боротьби з браконьєрством. Деякі з його статей та інтерв'ю:
- «Україна відзначає День рибалки: найзатятіші розповідають про свої трофеї»[джерело?]
- «Як дипломати під Києвом рибалили»[джерело?]
- «За останні два роки Київ втратив 20 озер»[джерело?]
- «Особливості столичної риболовлі»[джерело?]

## Родина
- Брат Максим Неліпа (16 жовтня 1976 — 12 травня 2025), український актор, телеведучий, учасник проєктів «Дизель студіо». З початком повномасштабного російського вторгнення став до лав ЗСУ, загинув у бою.